# Emergenzen bei Drosera
Die Arten der Gattung Sonnentau (Drosera) zeichnen sich durch verschiedene Typen von Emergenzen aus, die teilweise einzeln, teils in Kombination miteinander auf den Pflanzen vorkommen und mehrheitlich den Fang von Beutetieren unterstützen. Dabei ist zu unterscheiden zwischen Tentakeln und nichtdrüsigen Emergenzen im strengeren Sinne.

## Leimtentakel

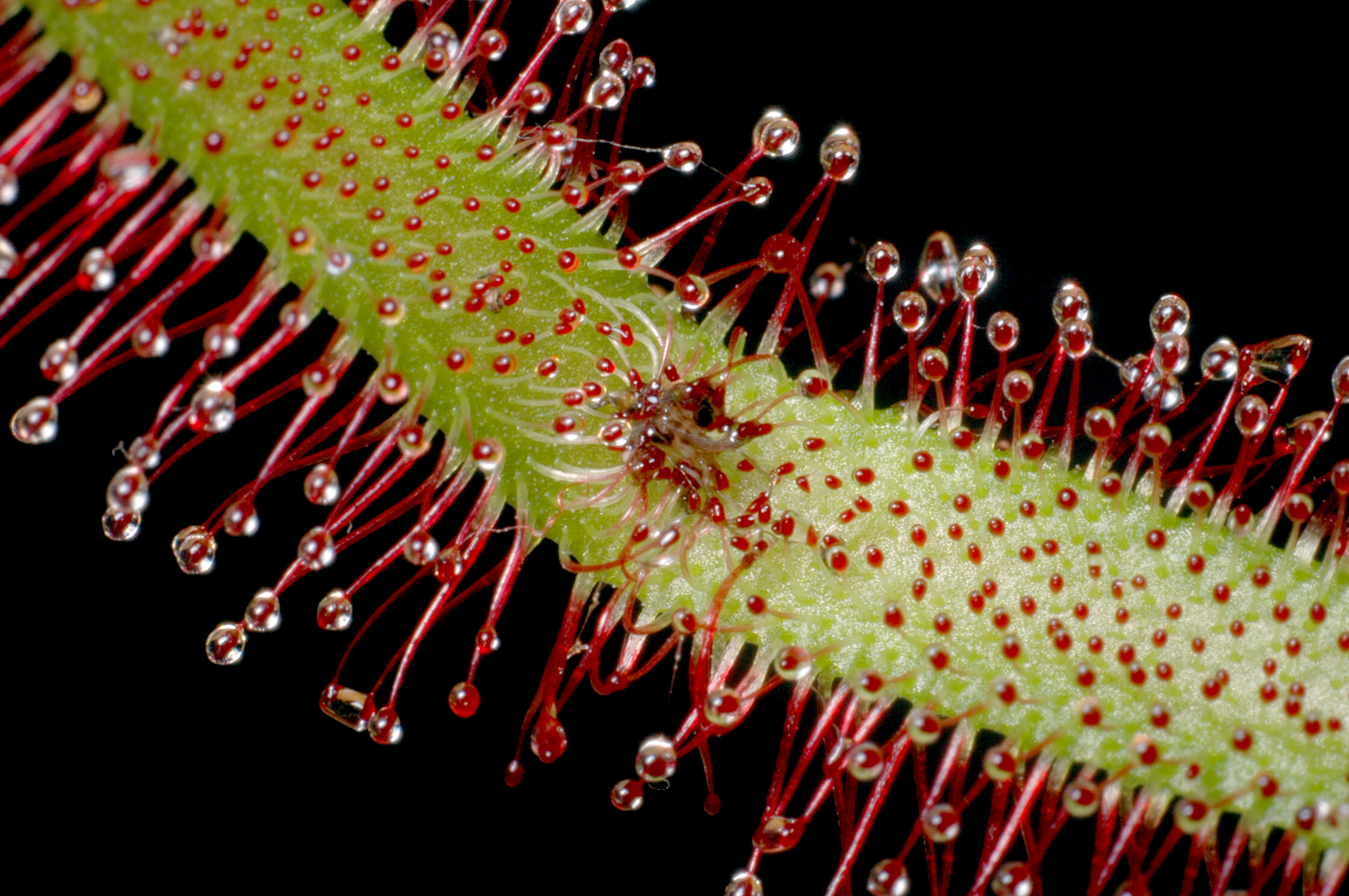
Leimtentakeln an Drosera Capensis (mit Beute)

Unabhängig von ihrer Form zeichnen sich alle Sonnentaue durch ihre mit klebrigen Sekreten besetzten Tentakel auf den Blättern aus, die bei einem Großteil der Arten der Gattung beweglich sind. Es handelt sich um gestielte Drüsen, die ein klebriges, zuckerhaltiges Sekret absondern. Ihr Schimmern zieht Insekten an, die dann am Sekret kleben bleiben. Die Tentakel in der unmittelbaren Umgebung um die Beute neigen sich daraufhin gegebenenfalls in Richtung des Fangs und verstärken so die Haftung und spätere Verdauung.
Die gefangenen Tiere finden entweder durch Erschöpfung den Tod oder ersticken am zähen Sekret, das in ihre Tracheen einsickert und diese verstopft. Die Tentakel sondern derweil Enzyme wie Esterase, Peroxidase, Phosphatase und Protease ab, die nun die Beute langsam zersetzen und die darin enthaltenen Nährstoffe lösen. Diese werden dann von den sitzenden Drüsen auf der Blattoberfläche aufgenommen und für den Wachstumsprozess verwendet. Letztere können bei einigen Arten aber auch fehlen, so zum Beispiel bei Drosera erythrorhiza.

## Schnelltentakel
Bereits Charles Darwin berichtete in seinem Buch Insectivorous Plants 1875 von relativ schnell beweglichen, randständigen Tentakeln bei Drosera rotundifolia. Wegen des Dimorphismus der äußeren Marginaltentakel bei dieser Art, meist Leimtentakel, zeitweise jedoch auch teilweise oder gänzlich trockene Schnelltentakel, die sich bei Berührung etwa gleich schnell einbiegen, geht aus Darwins Arbeit nicht hervor, welche der beiden morphologisch unterschiedlichen Strukturen er beobachtete. In seinen Detailzeichnungen der Blätter werden keine Schnelltentalel, sondern ausschließlich Leimtentakel dargestellt.
Die heutzutage als Schnelltentakel bezeichneten sekretfreien Strukturen waren seit langem auch von Drosera burmannii und Drosera sessilifolia bekannt. Eine in der Gattung einmalige Konstruktion sind die mit einem nur einmal funktionierenden Gelenk versehenen Schnelltentakel der australischen Drosera glanduligera, die sich in nur 75 Millisekunden einklappen und damit sogar die Geschwindigkeit der Venusfliegenfalle (100 ms) übertreffen. Allerdings zerstört der dabei entstehende hydraulische Druck die Gelenkzone. Die Wucht (Beschleunigung 7,98 m s−2)) der auf den inneren Leimtentakeln aufschlagenden Beute löst eine moderate Biegung der getroffenen Leimtentakel aus, wodurch der Fang in 1–2 Minuten in einer Verdauungsmulde im Zentrum der Pflanze platziert wird.  Dieser zweistufige Fangmechanismus wurde von Poppinga et al. (2012) als Katapult-Leimfalle benannt. Weitere Sonnentau mit Katapult-Leimfallen, deren Schnelltentakel im Zehntelsekundenbereich zuklappen und mehrfach funktionieren, wurden 2015 auch in der Sektion Bryastrum (Zwergsonnentau) beschrieben.
Weitere Untersuchungen konnten nachweisen, dass Schnelltentakel wie zeitweise auch bei D. rotundifolia bei zahlreichen Arten weltweit vorkommen. Diese nur nach oben oder unten beweglichen Tentakel finden sich lediglich am Rand der Blattspreite und verfügen über eine deutlich breitere Basis als die nach allen Seiten beweglichen Leimtentakel auf der Blattoberfläche. Sie sind deutlich verlängert, wobei die Form des Tentakelstiels variiert. Der Kopf ist überwiegend rund bis schaufelförmig, auf der Unterseite flach, während sich auf der Oberseite kissenförmig angeordnete Zellen befinden, die weder Klebetropfen noch Enzyme absondern. Bei D. glanduligera ist der als Trittschalter funktionierende Kopf hakenförmig abgehoben, was bei den Katapulten der Zwergdrosera nicht der Fall ist. Alle in der Gattung weit verbreiteten Schnelltentakel verfügen über eine Art Gelenk, meist im unteren Drittel der Petiole, in welchem die schnelle Bewegung stattfindet. Allerdings gibt es in verschiedenen Sektionen deutliche Unterschiede was Gelenkmorphologie und Geschwindigkeit betrifft, die zwischen 75 ms und etwa 120 Sekunden für eine Bewegung zur Blattmitte liegt.

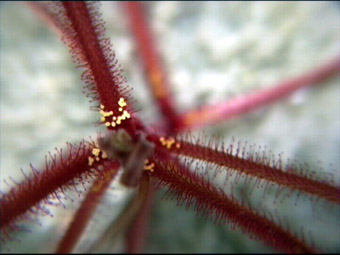
Nichtdrüsige Emergenzen an der Basis von Drosera hartmeyerorum

## Nichtdrüsige Emergenzen
Mit der Erstbeschreibung von Drosera hartmeyerorum im Jahr 2000 entstanden Diskussionen um Struktur und Funktion der auffälligen, sekretfreien Emergenzen, die ein diagnostisches Merkmal der Art sind und sich offensichtlich aus normalen Leimtentakeln gebildet haben. Verschiedene wesentlich kleinere dieser Emergenzen konnten später auch auf den Fangblättern des Indischen Sonnentaus Drosera indica festgestellt werden.

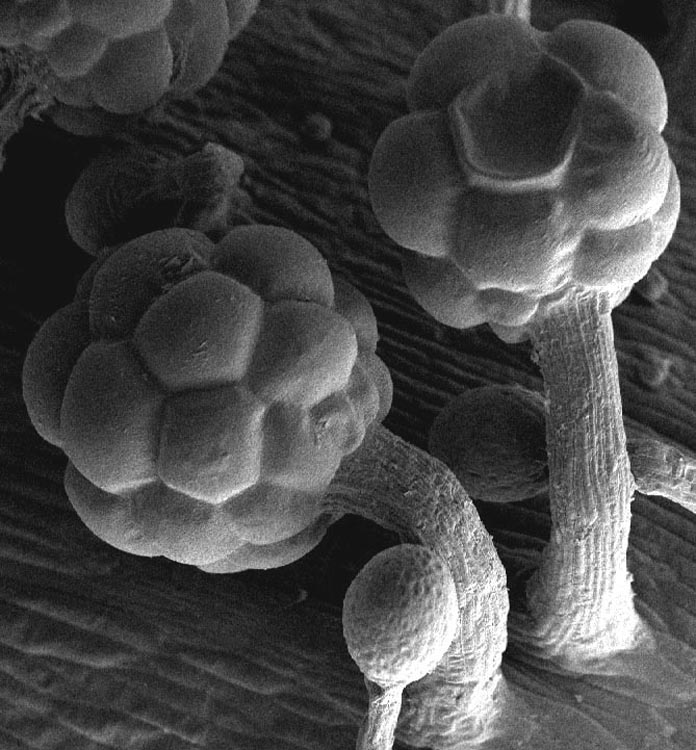
Nichtdrüsige Emergenzen von Drosera hartmeyerorum (REM)

Bei Drosera hartmeyerorum befinden sich die gut sichtbaren, 3–4 mm großen, leuchtend gelben Emergenzen konzentriert an der Blattbasis der dunkelroten Fangblätter, sowie über den ebenfalls dunkelroten sichelförmigen Brakteen des Blütenstandes. Die sekretfreien Emergenzen auf den Fangblättern und dem Blütenstand sind identisch und zeigen eine komplexe Struktur, deren Funktion sich nicht sofort erschließt. Auf einem transparenten Tentakelstiel sitzt als Kopf eine aus wabenförmig transparenten Riesenzellen gebildete, linsenartige Struktur, die einfallendes Licht auf ein kompaktes, leuchtend gelbes Zentrum fokussiert. Die leuchtend gelbe Farbe stammt also nicht von der Oberfläche des Tentakelkopfes, sondern wird aus dem Inneren durch die transparenten Linsen reflektiert.
Leuchtet man mit einer Taschenlampe auf diese Emergenzen, leuchten sie hellgelb auf. Besonders durch die in einer Reihe auf den roten Brakteen des Blütenstandes sitzenden jeweils 1–3 „Linsententakel“ entsteht beim Anleuchten – oder in der Natur durch das Sonnenlicht – eine regelrechte gelbe „Lichterkette“, die für Insekten sehr attraktiv erscheint. Da deren Farbwahrnehmung in den kurzwelligen Bereich verschoben ist, sind die dunkelroten Brakteen und Fangblätter für sie ein kontrastreicher, fast schwarzer Hintergrund, vor dem die hellgelben Emergenzen intensiv leuchten.
Auf dadurch angelockte Insekten wartet jedoch eine weitere Spezialisierung, denn die unteren 8–10 cm des Blütenstängels sind vollkommen glatt und frei von Drüsen und Brakteen. Gelangt ein Insekt also an die erste Braktee mit Emergenzen (vom Pflanzenzentrum aus gesehen), hat es die sehr glatte Strecke vor sich, an deren Ende die Bündel von Emergenzen aus dem dunkelroten, dicht mit Leimtentakeln besetzten Pflanzenzentrum hervorleuchten. Bei einem Flug oder Sprung dorthin werden kleinere Insekten effektiv gefangen.
Bei Beobachtungen am Standort bestand die Beute zum überwiegenden Teil aus jungen Grashüpfern, die am Ende der Regenzeit in der Region sehr häufig sind. Dies muss aber noch durch statistisch verwertbare Zählungen bestätigt werden. Es liegt nahe, dass sich durch das Zusammenspiel der Emergenzen und der Konstruktion des auffällig senkrecht über der Pflanze stehenden Blütenstängels eine Spezialisierung ausgebildet hat, welche die Effektivität des Beutefangs gegenüber den am Standort konkurrierenden Leimfallen der Regenbogenpflanzen (Byblis) und anderer Sonnentau-Arten signifikant steigert.

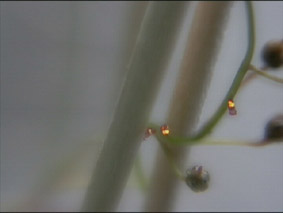
Nichtdrüsige Emergenzen als „Lichterkette“ am Blütenstand von Drosera hartmeyerorum
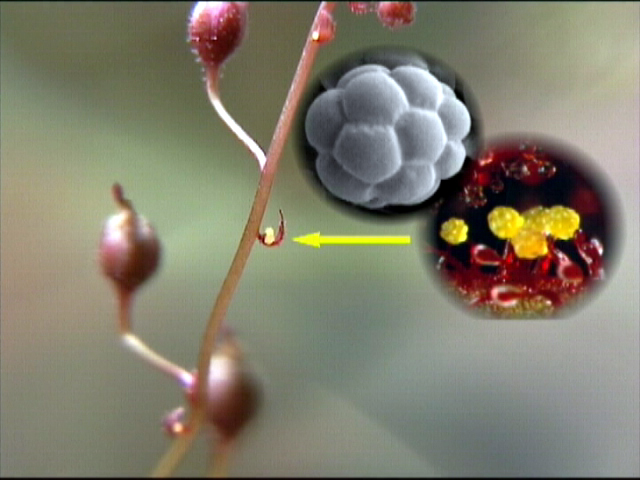
Nichtdrüsige Emergenzen von Drosera hartmeyerorum an den Brakteen
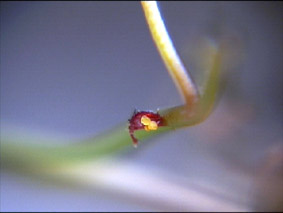
Nichtdrüsige Emergenzen von Drosera hartmeyerorum an den Brakteen

Die bei Drosera indica auf den Fangblättern beobachteten nicht-sekretierenden Emergenzen sind zwischen 0,1 und 1,0 mm klein, meist über die ganze Blattfläche verteilt, pilzförmig und besitzen bei australischen Varietäten einen halbkugelförmigen gelben Kopf, während afrikanische Varietäten einen farblos durchscheinenden, gewellt tellerförmigen Kopf aufweisen (siehe Bilder). Diese sind meist so klein, dass sie mit bloßem Auge kaum wahrnehmbar sind, daher ist eine optische Attraktivität für Insekten eher unwahrscheinlich. Die Funktion gilt daher nach wie vor als ungeklärt.

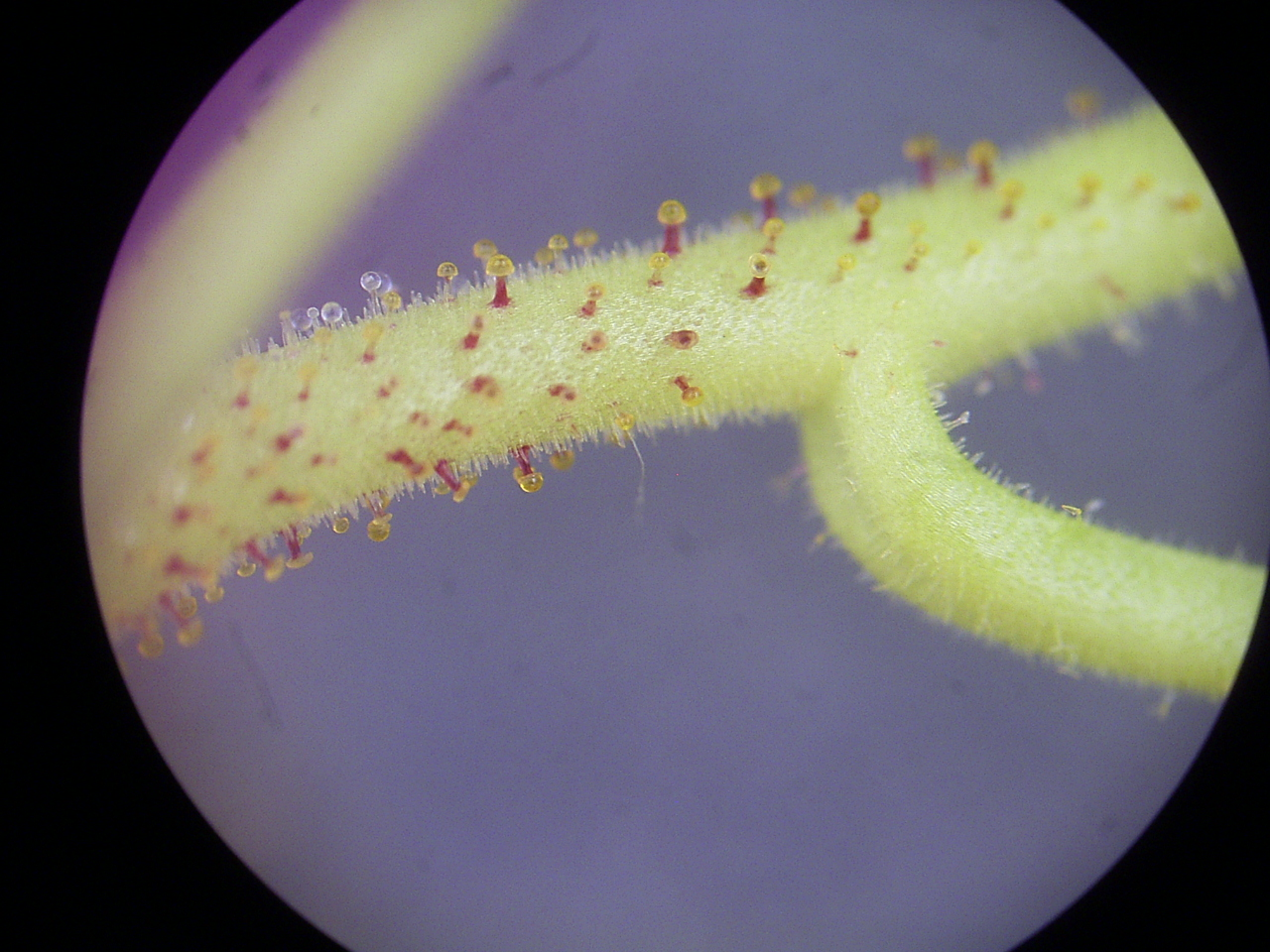
Nichtdrüsige Emergenzen von Drosera indica (Australische Form)
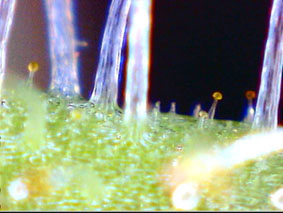
Nichtdrüsige Emergenzen von Drosera indica (Australische Form)
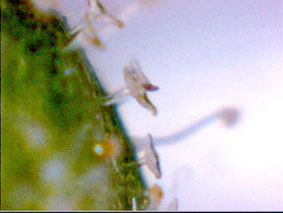
Nichtdrüsige Emergenzen von Drosera indica (Afrikanische Form)